# مشاع 6 غز أباد (غرمسار كرمان)
مشاع 6 غز أباد (بالإنجليزية: Masha-ye 6 Gazabad)‏ هي منطقة سكنية تقع في إيران في قسم غرمسار الریفي. يقدر عدد سكانها بـ 37 نسمة .